# Lakšárska Nová Ves
Lakšárska Nová Ves (en allemand : Lackscharneudorf ) est un village de Slovaquie situé dans la région de Trnava.

## Histoire
La première mention écrite du village date de 1296.

## Démographie

### Évolution de la population
| Année:               | 1994. | 2004.   | 2014.   | 2024.   |
| -------------------- | ----- | ------- | ------- | ------- |
| Nombre de personnes: | 996   | 1025    | 1077    | 1099    |
| Différence:          |       | +2,91 % | +5,07 % | +2,04 % |

| Année:               | 2023. | 2024.   |
| -------------------- | ----- | ------- |
| Nombre de personnes: | 1103  | 1099    |
| Différence:          |       | -0,36 % |